# (6502) 1993 XR1
(6502) 1993 XR1 là một tiểu hành tinh vành đai chính. Nó được phát hiện bởi Seiji Ueda và Hiroshi Kaneda ở Kushiro, Hokkaidō, Nhật Bản, ngày 6 tháng 12 năm 1993.